# Koninkrijk der Eilanden
Het Koninkrijk der Eilanden (Engels: The Kingdom of the Isles) is een fictief koninkrijk uit de fantasyboeken van Raymond E. Feist. Het Koninkrijk ligt ten noorden van Keizerrijk Groot Kesh op het continent Triagia. De meeste boeken van Feist spelen zich af op dit continent.

## Geschiedenis
In oude tijden was Rillanon de sterkste natie op een reeks eilanden in de Koninkrijkszee. Na jaren van oorlog wist de stadstaat zijn buur op het vasteland, de stad Bas-Tyra, te verslaan. Dit was het begin van het Koninkrijk der Eilanden. Na eeuwen van verovering heeft het Koninkrijk bijna het gehele gebied tussen de Tanden van de Wereld in het noorden en het Dromendal in het zuiden veroverd. Het Westelijke deel is pas veroverd nadat het Keizerrijk Groot Kesh de streek niet langer onder controle kon houden door een opstand in de Gordel van Kesh.
Het Koninkrijk is een laat-middeleeuwse natie met een duidelijke scheiding tussen de elite en de gewone burger. Toch is er een zekere mate van democratie te vinden en is er een Raad van Heren om toezicht te houden op de Koning. Slavernij is verboden in het Koninkrijk.

## Geografie
Alle steden in het Westelijke en Oostelijke rijk worden bestuurd door een hertog, een graaf of een baron. Alleen de kleine dorpen worden bestuurd door een burgemeester.

### Het Westelijke Rijk
- Het hertogdom Krondor - Tevens hoofdstad van het Westelijke Rijk.
  - Het graafschap Sarth
  - De baronie Nes
- Het hertogdom van de Zuidelijke Marken - De Hertog van de Zuidelijke Marken verblijft in Krondor.
- Het hertogdom Schreiborg
  - De baronie Cars
  - De baronie Tulan
- Het hertogdom Yabon - In het hertogdom leven ook veel Armengariërs bij hun Hadati broeders.
  - Het graafschap LaRue - In deze stad verblijven veel afstammelingen van de Tsurani.
  - Het graafschap Loriel
  - De baronie Tyr-Sog
  - De baronie Zuen
  - De baronie Haviksholte
- Het hertogdom Sterrewerf - Het kleinste hertogdom van het Koninkrijk, huis van de Magiërs Acadamie op Sterrewerf.
- Het hertogdom van de Avondrood Eilanden - Een reeks eilanden ver ten westen van de Verre Kust, pas zeer recentelijk toegevoegd onder het bestuur van het Koninkrijk.
- De baronie Zwartheide
- De baronie Ylith

### Het Oostelijke Rijk
- Het hertogdom Rillanon - Tevens hoofdstad van het Koninkrijk en van het Oostelijke Rijk.
  - Het graafschap Vencar
- Het hertogdom Sadara
- Het hertogdom Bas-Tyra
- Het hertogdom Salador
- Het hertogdom Rodez
- Het hertogdom Ran
- Het hertogdom Chaem
- Het hertogdom Euper
- Het hertogdom Silden
- Het hertogdom Diep Tenter
- Het hertogdom/graafschap Romnee
- Het hertogdom/graafschap Timons
- Het graafschap Malvehaven
- Het graafschap/baronie Dolth
- De baronie Sethanon
- De baronie Tiburn
- De baronie Cavall

### Onafhankelijke baroniën
- De Grensbaronieën - De baronieën die het Koninkrijk verdedigen tegen de Moredhel en de gnomen in het Noordland. De drie baronnen zijn alleen eedplichtig aan de Koning, ook al liggen er een aantal in het Westelijke Rijk van de Prins.
  - Hoogstein
  - IJzerpas
  - Noordwacht

### Gebergtes
- De Grote Noordelijke Bergen
- De Tanden van de Wereld
- De Grijze Torens
- De Calastiusbergen
- De Grijze Rug
- De Pieken van de Stilte

### Bossen en wouden
- Het Groene Hart
- Schemerwoud
- Zwartwoud
- Bossen van Yabon

### Meren en rivieren
- Dromenzee
- Grote Sterrenmeer
- De rivier Rom
- De rivier Schreiborg

## Regering

### Koningen van het Koninkrijk der Eilanden
Het Koninklijke Huis ConDoin (Sinds de Magiër)
- Rodric IV 'De Gekke Koning', gesneuveld tijdens de Oorlog van de Grote Scheuring.
- Lyam, zoon van Hertog Borric van Schreiborg. Neef van Rodric IV.
  - Koningin Magda van Roldem
- Borric, oudste zoon van Prins Arutha van Krondor, neef van Lyam.
- Patrick, oudste zoon van koning Borric.
  - Francine van Silden
- 'Ryan, zoon van koning Patrick.

### Prinsen van Krondor
- Erland, jongere broer van koning Rodric III.
- Arutha, jongere broer van koning Lyam.
  - Prinses Anita, dochter van Prins Erland.
- Valentijn, jongste zoon van Prins Arutha, tevens Admiraal van de Westelijke Vloot.
- Patrick, zoon van Koning Borric, kleinzoon van Prins Arutha. Later Koning.

### De Koninklijke opvolging
De Raad der Heren kiest de Koning, in praktijk is dit echter altijd een zaak van opvolging. De oudste zoon van de koning erft de troon automatisch. Dit is vaak de Prins van Krondor. De Raad der Heren kiest de Koning alleen als er geen duidelijke erfgenaam is.